# Allu Arjun
Allu Arjun, telugu:అల్లు అర్జున్, znany też jako Master Allu Venkatesh (ur. 8 kwietnia 1983 w Ćennaj, w stanie indyjskim Tamil Nadu) – aktor grający w tollywoodzkich filmach (w języku telugu).
Jest synem producenta filmowego Allu Aravinda, wnukiem komika Allu Ramalingaiah, bratankiem gwiazdy telugu aktora Chiranjeevi. Ma dwóch braci młodszego Allu Sirish i starszego  Allu Venkatesh. Wszystkie jego 5 filmów były hitami, znany ze swoistego stylu tańca i gry. W każdym filmie inaczej wygląda.
Allu debiutował w 2002 roku w filmie Daddy, wyprodukowanym przez jego ojca. 

## Filmografia
| Rok  | Tytuł                          | Rola                         | Bohaterka            | Uwagi                |
| ---- | ------------------------------ | ---------------------------- | -------------------- | -------------------- |
| 2002 | Daddy                          | Gopi                         | Simran Bagga         | gościnnie            |
| 2003 | Gangotri                       | Simhadri                     | Aditi Agarwal        |                      |
| 2004 | Arya                           | Arya                         | Anu Mehta            |                      |
| 2005 | Bunny                          | Bunny                        | Gauri Munjal         |                      |
| 2006 | Happy                          | Bunny                        | Genelia D'Souza      |                      |
| 2007 | Desamuduru                     | Bala Govind                  | Hansika Motwani      |                      |
| 2007 | Shankardada Zindabad           |                              | Karishma Kotak       | gościnnie            |
| 2008 | Parugu                         | Krishna                      | Sheela               |                      |
| 2009 | Arya 2                         | Arya                         | Kajal Aggarwal       |                      |
| 2010 | Varudu                         | Sandeep / Sandy              | Bhanu Sri Mehra      |                      |
| 2010 | Vedam                          | Anand Raj / Cable Raj        | Anushka Shetty       |                      |
| 2011 | Badrinath                      | Badrinath                    | Tamannaah            |                      |
| 2012 | Julai                          | Ravindra Narayan "Ravi"      | Ileana D'Cruz        |                      |
| 2013 | Iddarammayilatho               | Sanju Reddy                  | Amala Paul           |                      |
| 2014 | I Am That Change               | on sam                       |                      | film krótkometrażowy |
| 2014 | Race Gurram                    | Allu Lakshman Prasad / Lucky | Shruti Haasan        |                      |
| 2014 | Yevadu                         | Satya                        | Shruti Haasan        | gościnnie            |
| 2015 | S/O Satyamurthy                | Viraj Anand                  | Samantha Ruth Prabhu |                      |
| 2015 | Rudhramadevi                   | Gona Ganna Reddy             | Anushka Shetty       |                      |
| 2016 | Sarrainodu                     | Gana                         | Rakul Preet Singh    |                      |
| 2017 | Duvvada Jagannadham            | Duvvada Jagannadham / DJ     | Pooja Hegde          |                      |
| 2018 | Naa Peru Surya￼￼ Na illu India | Surya                        | Anu Emmanuel         | zapowiedziany        |